# Oxie IF

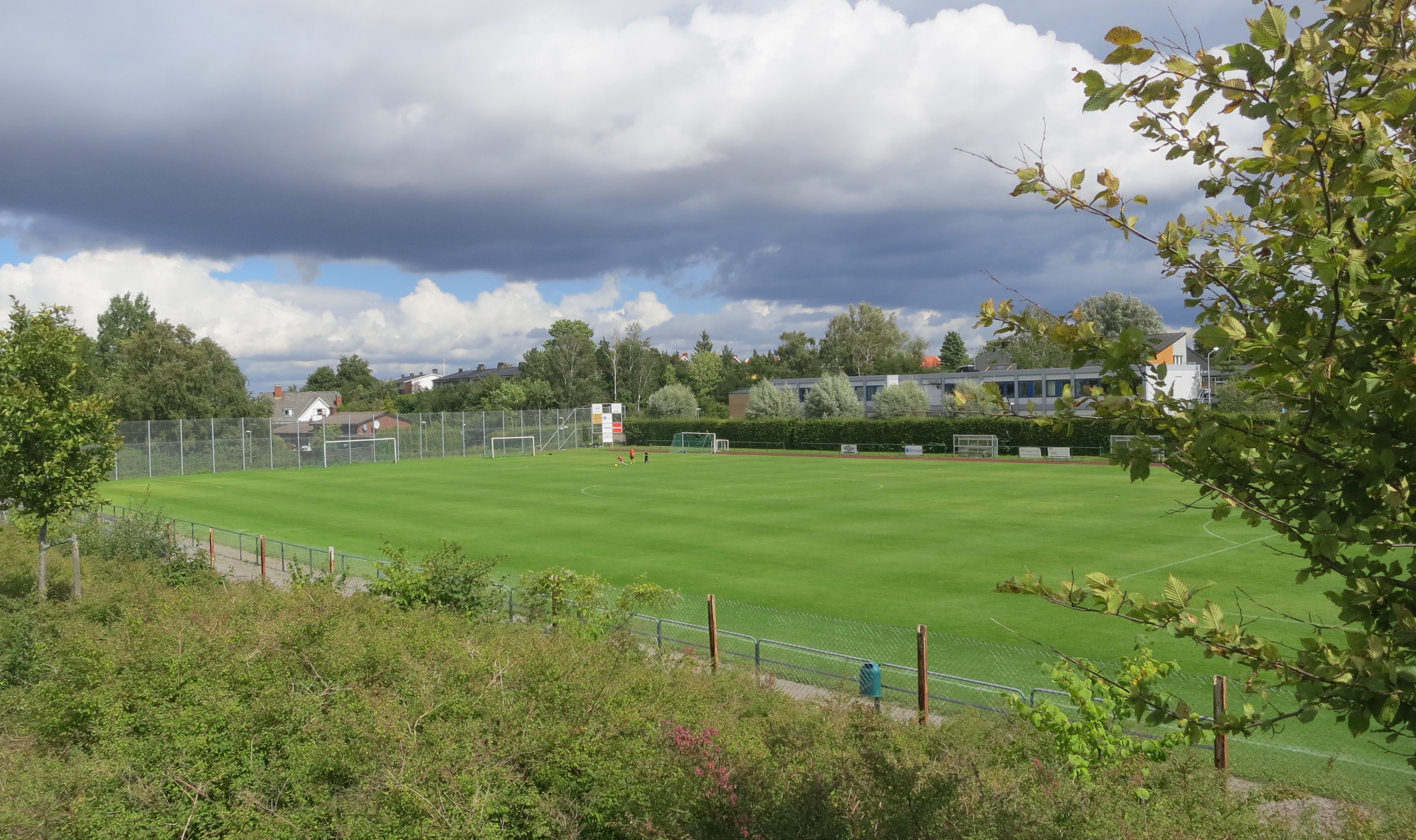
Oxie Idrottsplats.

Oxie IF var en idrottsförening i stadsdelen Oxie i Malmö, bildad 1946. De bedrev sin verksamhet på Oxie Idrottsplats och i Oxievångshallen.
Oxie IF röstade igenom den 6/2 på ett ordinarie årsmöte att ändra namn till Oxie SK. I samband med detta gick föreningen samman med BK Vången. Det nya Oxie SK tog vid årsskiftet 2013/2014 över alla verksamheter de två klubbarna haft.
Idrotter och aktiviteter som utövades i Oxie IF inkluderade badminton, bordtennis, boule, fotboll, handboll, innebandy och motion.